# 1967年緬甸反華騷亂
1967年緬甸的反華騷亂，是緬甸華人和緬甸本地人之間的種族騷亂，於1967年6月26日在仰光爆發。原因是中國的文化大革命意識形態在緬甸的華僑傳播。騷亂導致中緬關係惡化，直到1970年才恢復正常。 

## 背景

### 中緬關係
緬甸是1949年9月21日中華人民共和國成立後第一個承認中華人民共和國的非共產主義國家。緬甸和中國解決了邊界爭端並簽署了互不侵犯條約。緬甸驅逐了國民黨殘軍。緬甸從英國獨立後，在吳努的領導下採取中立立場，以盡量減少外國干涉，特別是來自中國的干涉。

### 胞波(兄弟)時代
1954年，緬甸和中國進入了外交的胞波（“兄弟”）時代。這是冷戰時期兩國之間建立溫暖而富有成效的關係的時期。緬甸共產主義叛亂的減弱和緬甸對朝鮮戰爭的立場導致了關係的改善。對中國而言，與緬甸的關係為中國與西方集團之間提供了緩衝。1954年周恩來首次訪問緬甸時，中緬雙方同意遵循“和平共處五項原則”。
1954年11月，吳努訪問北京。兩國同意在貿易問題上進行合作。例如，由於朝鮮戰爭，緬甸難以出口大米。毛澤東此前曾向緬甸保證，中國不會在外籍華人社區發展共產黨，並將鼓勵這些社區依法行事。毛澤東的話在1954年12月的《中緬公報》中正式化。1956年，中國總理周恩來訪問緬甸。他表示，擁有緬甸國籍的華人不得加入海外華人組織，擁有中國國籍的人不得參與緬甸政治事務。
中緬關係中的其他問題包括國民黨在緬甸的存在、邊界爭端以及緬甸共產黨的運作。 

### 1962年軍事政變後
1962年緬甸總司令奈溫將軍發動政變後，緬中關係保持穩定。緬甸的新政府，即聯邦革命委員會保持積極中立和不結盟的外交政策。1962年3月2日政變兩天后，中國承認緬甸的新政府。兩個月後，革命委員會實施了“緬甸式社會主義”，奠定了新的社會經濟基礎。然後，在1962年7月4日，革命委員會成立了緬甸社會主義綱領黨，以領導緬甸的社會主義革命。1964年和1965年，緬甸的經濟被國有化。這一過程影響了緬甸的6,700家中國商店、兩家北京銀行、中文學校和外文報紙。儘管其利益受到影響，但中國繼續支持緬甸的經濟計劃。1964年6月，中國政府通知奈溫將軍即將發生大變。1964年7月周恩來秘密前往緬甸支持奈溫。
然而，到1965年底，中國對緬甸在越南戰爭中沒有站在美國一邊感到沮喪。中國也對緬甸拒絕允許在其領土上訓練反印度米佐族叛亂分子感到沮喪。此外，奈溫開始尋求與國際社會的聯繫。他訪問了印度、蘇聯、巴基斯坦、捷克斯洛伐克、泰國和日本。1966年，他訪問了美國。這時，緬甸得到了蘇聯的技術援助，而中國的援助提議被駁回。中國未能在緬甸獲得政治和經濟主導地位。
作為回應，中國在緬甸輸出文革，並支持緬甸共產黨。

### 輸出文革
從1966年起，中華人民共和國政府號召其僑民支持文化大革命。早在1952年，緬甸政府就要求所有在緬甸的華文學校根據《私立學校法》進行註冊。然而，很少有學校這樣做。1962年，在緬甸的259所中文學校中，有183所（70%）宣布支持中華人民共和國。1963年，緬甸制訂了一項新的私立學校註冊法，適用於所有擁有20名以上學生的私立學校。1965年政府將私立學校國有化。沒有緬甸國籍的華文私立學校教師被解僱。除了緬甸國徽和昂山將軍的照片外，學生不再被允許展示政治徽章。 
1966年，據估計有470所私立學校支持文革，而200所反對。

## 騷亂(1967年6月27日)
在緬甸的華人學生在中國駐仰光大使館的支持下，無視緬甸政府關於不准佩戴毛澤東徽章的指示。1967年6月22日，仰光第三國小（原中華女子中學）師生不和。附近的中正中學也發生了類似的糾紛，一直持續到警方介入。
據稱，1967年6月22日，新華社記者俞敏生和使館紅衛兵向中國學生分發毛主席徽章和“红宝书”。
1967 年 6 月 26 日，緬甸公民襲擊華僑中學、中國教師聯合會、伊洛瓦底江合唱團、中國文員協會、中國大使館和相關社區。在大使館，有人投擲石塊和瓦片，中國國徽被盜。
1967年6月27日，緬甸暴徒襲擊了新華社辦公室、中國民航局和經濟商務參贊辦公室。緬甸政府下令關閉九所中文學校。
1967年6月28日，大使館發生騷亂，導致中國援助技術人員劉毅死亡，數名外交官受傷。美容院、電影院、商店和餐館等中國人擁有的實體被燒毀或丟棄。三十一名中國人死亡，其他人受傷或被捕。
1967年6月29日，緬甸政府開始戒嚴。

## 中國的回應
1967年6月28日，中國外交部副部長韓念龍向緬甸駐華大使遞交了抗議信。次日，《人民日報》刊登了相關內容。1967年6月29日，中國駐仰光臨時代辦肖明要求緬甸政府嚴懲暴徒，賠償遇難者家屬，公開道歉，確保駐緬使館工作人員和中國公民安全。同一天，有20萬人在緬甸駐北京大使館外集會。紅衛兵拆除了緬甸國旗和國徽。 
1967 年 8 月至 10 月期間，中國通過直接溝通以及通過報紙和廣播，以指責和威脅的方式向緬甸施壓。1967年6月至1970年11月期間，中國媒體對緬甸共產黨的行為進行了讚揚。1968年，周恩來接管中國外交部。在劉毅的追悼會上，緬甸共產黨中央委員會副主席呼籲罷免奈溫政府。 這個消息出現在人民日報和紅旗上。
緬甸和中國之間的旅行受到限制。中國指責緬甸代表從事間諜活動。三年間沒有中國高層官員訪問緬甸。

## 緬甸的回應
緬甸政府呼籲中國保持冷靜。中國駐仰光大使館工作人員和中國僑民的行動受到限制。緬中友好協會、全緬和平委員會和人民民主青年同盟等中國實體的活動也受到限制。
緬甸駐華大使被召回。中國在緬甸的經濟援助計劃和與緬甸的貿易協定被取消。1967年10月31日以後，停止支付中國技術人員在緬甸的生活費。新華社記者被驅逐出境，辦公室關閉。緬甸的共產黨人被捕。

## 因素
在1971年，周恩來說，1968年時中國外交部已被激進的紅衛兵控制，結果是通過中國大使館輸出文化大革命並向華僑分發宣傳材料。因此，騷亂並非由當地華僑家庭煽動。中國可能錯誤地認為緬甸會採用共產主義或至少支持中國的外交政策。
緬甸引發騷亂的因素包括經濟疲軟、1967 年稻米生產危機； 動蕩的國內政治和排外的氣氛。 國有化過程導致價格上漲、商品稀缺和黑市的增長都導致了不滿。

## 後遺症
騷亂的直接受害者是緬甸的華人社區。他們的生命受到威脅，財產被毀。許多緬甸華人對中國沒有採取措施保護他們感到失望。有的逃往中國，有的逃往香港、澳門、台灣、馬來西亞、新加坡和西方。一些人穿著籠基、使用緬甸姓名並認同撣族的華人與當地居民保持同化。他們過著平靜的生活，避免參與任何政治活動。
由於緬甸與中國的外交關係失敗，大使館由臨時代辦領導。這種安排一直持續到1970年。1967年至1969年間，緬甸和中國之間的貿易額下降了93%。 緬甸共產黨的叛亂分子得到了來自中國的武器和訓練的公開支持。 

## 關係重新正常化
1968年，中國媒體對緬甸的批評有所減少。 颱風過後，中國向緬甸紅十字會捐款。 1970年，大使們回到中國和緬甸的崗位。 1971年，應周恩來邀請，奈溫對中國進行了非正式訪問。 雙方同意改善貿易安排，恢復中國對緬甸的經濟援助。隨著中國採取更加開放的外交政策，兩國關係也得到了改善。即便如此，緬甸仍然在爭取中國停止對緬甸共產黨的支持。 